# James Edward Gordon
James Edward „Jim“ Gordon, meist „J. E. Gordon“ zitiert, (* 1913 im Lake District; † 1998) war ein britischer Werkstoffwissenschaftler und Ingenieur. Er ist für Pionierarbeiten bei Verbundwerkstoffen (Composite Materials) und in der Biomechanik bekannt, sowie für seine populärwissenschaftliche Bücher über Materialeigenschaften.

## Leben
Gordon studierte Schiffbau an der Universität Glasgow, arbeitete auf Schiffswerften in Schottland und wollte ursprünglich Segelboote entwerfen, da er selbst leidenschaftlicher Segler war. Im Zweiten Weltkrieg arbeitete er für das Royal Aircraft Establishment in Farnborough an nichtmetallischen Materialien wie Holz, Verbundwerkstoffen und fiberverstärkten Materialien, unter anderem entwarf er die Rettungsboote von Royal Air Force Bomber-Piloten. Später arbeitete er in Farnborough an (fiberverstärkten) Kunststoffmaterialien für Flugzeuge. Danach arbeitete er in der Industrie (Tube Investments in Hinxton Hall bei Cambridge), unter anderem über Festigkeit von Glas und das Züchten von Whisker-Kristalle. 1962 ging er wieder in den Staatsdienst zum Explosives Research and Development Establishment (ERDE) in Waltham Abbey, wo er neuartige Materialien entwickelte, zum Beispiel auf Grundlage von  Whisker-Kristallen aus Siliziumkarbid, die als keramische Fasern in eine weichere Umgebungsmatrix gebettet wurden für die Verwendung im Flugzeugbau. Er war Industrial Fellow Commoner des Churchill College der Universität Cambridge und ab 1968 Professor für Werkstoffwissenschaften an der University of Reading.
In seinen Büchern spiegeln sich seine Erfahrungen als Flugzeugingenieur, Schiffbauer, aber auch Anwendungen in der Biologie und historische Bezüge (er beherrschte Griechisch und hatte eine Affinität zur Geschichte des Altertums) nehmen einen breiten Raum ein. Sie wurden in über 20 Sprachen übersetzt.
Er erhielt die British Silver Medal der Royal Aeronautical Society und die Griffith Medal des Material Science Club. 

## Schriften
- Structures, or why things don´t fall down, Penguin 1978, Da Capo Press 2003
- The New Science of Strong Materials or Why You Don't Fall Through the Floor, Penguin 1968, 2010, neu aufgelegt bei Princeton University Press 2006
- The Science of Structures and Materials, Scientific American Library, Freeman, San Francisco 1988